# Шмандин, Пётр Ефимович
Пётр Ефимович Шмандин (1865-?, после 1917) — красноярский купец и предприниматель.

## Биография
Родился в крестьянской семье. Учился дома. Жил и работал в Красноярске с 1885 года.
Был старшим приказчиком у красноярских купцов Гадаловых. Начав свое дело, держал меховой и мебельный магазины.
Гласный Красноярской городской думы (с 1910). В 1913 году на заседании думы призвал императора Николая II провести широкую амнистию к юбилею Дома Романовых. Входил в большое число разнообразных контрольных комиссий, участвовал в съездах золотопромышленников. В 1913 стал сооснователем в Красноярске торговой школы, практические занятия которой проводил на собственных складах.

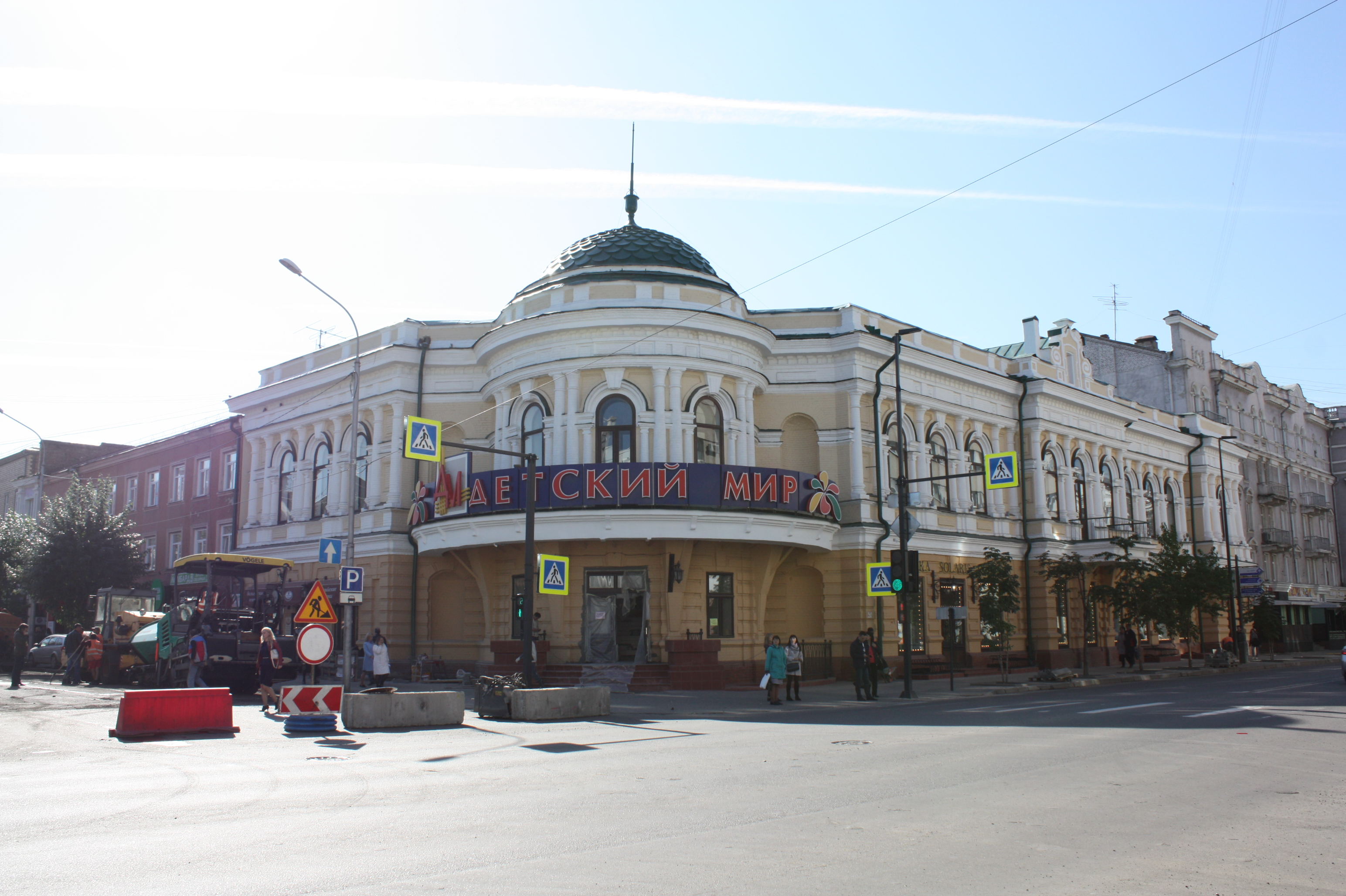
Торговый дом Н.Г. Гадалова, купленный в 1914 году Шмандиным (пр. Мира, 79)

В 1914 приобрел за 150 000 рублей всю усадьбу Гадаловых, включая знаменитый и существующий в Красноярске по сей день Торговый дом Н. Г. Гадалова. После этого иногда его стали называть Торговым домом Шмандина.
После революции магазин Шмандина национализировали, но он остался работать там продавцом.